# Рудешть
Рудешть, Рудешті (рум. Rudești) — село у повіті Сучава в Румунії. Входить до складу комуни Гремешть.
Село розташоване на відстані 385 км на північ від Бухареста, 30 км на північ від Сучави, 138 км на північний захід від Ясс.

## Населення
За даними перепису населення 2002 року у селі проживали 138 осіб, усі — румуни. Усі жителі села рідною мовою назвали румунську.